# Kevin Dobson
Kevin Patrick Dobson (ur. 18 marca 1943 w Nowym Jorku, zm. 6 września 2020 w French Camp) – amerykański aktor i reżyser. Znany szczególnie z roli detektywa Bobby’ego Crockera, partnera porucznika Theo Kojaka (w tej roli Telly Savalas) w serialu kryminalnym CBS Kojak (1973–1978) i jako pan Patrick „Mack” MacKenzie w operze mydlanej CBS Knots Landing (1982–1993).  
1 kwietnia 2008 dołączył do opery mydlanej NBC Dni naszego życia jako Mickey Horton.

## Filmografia
Role filmowe:
- Klute (1971) jako mężczyzna w barze
- Bitwa o Midway (1976) jako George Gay
- Niepokorni (1981) jako Bobby Gibbons
- Słodki rewanż (1984) jako Joseph Cheever
- Mokra robota (1992) jako Tom
- Gdyby ktoś się dowiedział... (1995) jako Jack Liner
- Adwokat śmierci (1999) jako kapitan policji
- Nie jestem aniołem (2001) jako Donald Shawnessy
- Twarde lądowanie (2005) jako Henderson Davis
- 1408 (2007) jako ksiądz
- Portal (2008) jako Benedict

Role w serialach telewizyjnych:
- Kojak (1973–1978) jako detektyw Bobby Crocker
- Shannon (1981–1982) jako detektyw Jack Shannon (główna rola)
- Knots Landing (1979–1993) jako „Mack” MacKenzie (od 1982)
- Prawo Burke’a (1994–1995) (gościnnie)
- Dotyk anioła (1994–2003) jako trener Earl Rowley (gościnnie)
- F/X (1996–1998) jako detektyw Leo McCarthy
- Zdarzyło się jutro (1996–2000) jako Darrel Foster (gościnnie)
- Nash Bridges (1996–2001) jako Raymond Porter (gościnnie)
- Moda na sukces (od 1987) jako sędzia Devin Owens (gościnnie w l. 2006–2007)
- Tylko jedno życie (od 1968) jako Harrison Brooks (gościnnie w l. 2003–2004)
- Dni naszego życia (od 1965) jako Mickey Horton (odcinki z 2008)
- Dowody zbrodni (2003–2010) jako Mickey Thompson (gościnnie)